# دان دايلي
دان دايلي (بالإنجليزية: Dan Dailey)‏ مواليد 14 ديسمبر 1915 في نيويورك، الولايات المتحدة - الوفاة 16 أكتوبر 1978 في لوس أنجلوس، هو ممثل أمريكي بدأ مسيرته الفنية سنة 1921. هو من الحائزين على جائزة غولدن غلوب. امتدت مسيرته الفنية لأكثر من 56 عاما.

## الأعمال
- فتاة زيغفيلد
- هذا جيشي
- أم ترتدي السراويل الضيقة

## روابط خارجية
- دان دايلي على موقع IMDb (الإنجليزية)
- دان دايلي على موقع ألو سيني (الفرنسية)
- دان دايلي على موقع ميوزك برينز (الإنجليزية)
- دان دايلي على موقع تيرنر كلاسيك موفيز (الإنجليزية)
- دان دايلي على موقع أول موفي (الإنجليزية)
- دان دايلي على موقع قاعدة بيانات برودواي على الإنترنت (الإنجليزية)
- دان دايلي على موقع قاعدة بيانات الأفلام السويدية (السويدية)
- دان دايلي على موقع إن إن دي بي (الإنجليزية)
- دان دايلي على موقع ديسكوغز (الإنجليزية)
- دان دايلي على موقع قاعدة بيانات الفيلم (الإنجليزية)